# Natalia Korosteliova
Natalia Serguéyevna Korosteliova –en ruso, Наталья Сергеевна Коростелёва– (Perm, URSS, 4 de octubre de 1981) es una deportista rusa que compitió en esquí de fondo. Es hermana del esquiador Nikolái Morílov.
Participó en los Juegos Olímpicos de Vancouver 2010, obteniendo una medalla de bronce en la prueba de velocidad por equipo (junto con Irina Jázova). Ganó una medalla de bronce en el Campeonato Mundial de Esquí Nórdico de 2003, en la prueba por relevo.

## Palmarés internacional
| Juegos Olímpicos   | Juegos Olímpicos       | Juegos Olímpicos  | Juegos Olímpicos     |
| Año                | Lugar                  | Medalla           | Prueba               |
| ------------------ | ---------------------- | ----------------- | -------------------- |
| 2010               | Vancouver (Canadá)     | Medalla de bronce | Velocidad por equipo |
| Campeonato Mundial |                        |                   |                      |
| Año                | Lugar                  | Medalla           | Prueba               |
| 2003               | Val di Fiemme (Italia) | Medalla de bronce | Relevo 4 × 5 km      |